# William Goebel

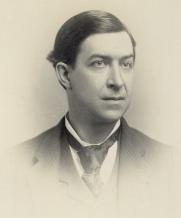
William Goebel

William Justus Goebel (* 4. Januar 1856 im Sullivan County, Pennsylvania; † 3. Februar 1900 in Frankfort, Kentucky) war ein US-amerikanischer Politiker und Gouverneur des Bundesstaates Kentucky.

## Frühe Jahre und politischer Aufstieg
William Goebel kam mit seinen deutschstämmigen Eltern nach dem Bürgerkrieg nach Kentucky. Dort besuchte der junge William öffentliche Schulen. Im Jahr 1877 absolvierte er die Cincinnati Law School. Nach seiner Zulassung begann er eine Karriere als Anwalt mit dem Schwerpunkt Eisenbahnrecht. Im Jahr 1887 wurde der Demokrat in den Senat von Kentucky gewählt; 1890 war er Delegierter auf einem Konvent zur Überarbeitung der Verfassung von Kentucky. Von 1894 bis 1900 war er Präsident des Staatssenats. Außerdem brachte Goebel das sogenannte „Goebel Election Law“, ein neues Wahlgesetz für Kentucky, auf den Weg, das parteipolitisch seine Demokratische Partei bevorteilte.

## Persönlichkeit
Goebel wird als unnahbar und distanziert beschrieben. Er begrüßte kaum jemanden mit Handschlag oder einem Lächeln. Er war auch der einzige Gouverneur von Kentucky, der nie verheiratet war. Der Journalist Irvin Cobb beschrieb Goebels Charakter als „reptilienartig“. Er war auch kein begnadeter Redner, aber er war sehr gebildet und beeindruckte durch sein Wissen. Im Jahr 1895 kam es zu einem Duell zwischen Goebel und John Lawrence Sanford, einem ehemaligen General der Konföderation. Beide Männer waren ursprünglich Freunde gewesen, hatten sich dann wegen politischer Differenzen entzweit. Es folgten verleumderische Artikel gegeneinander und ein Duell. Dabei wurde Sanford getötet, Goebel blieb unverletzt. Eigentlich waren Duelle in Kentucky verboten, daher wurde hinterher der Vorgang als Notwehr gewertet. Einige Gegner Goebels beschuldigten ihn allerdings erfolglos des Mordes.

## Wahlchaos und Attentat

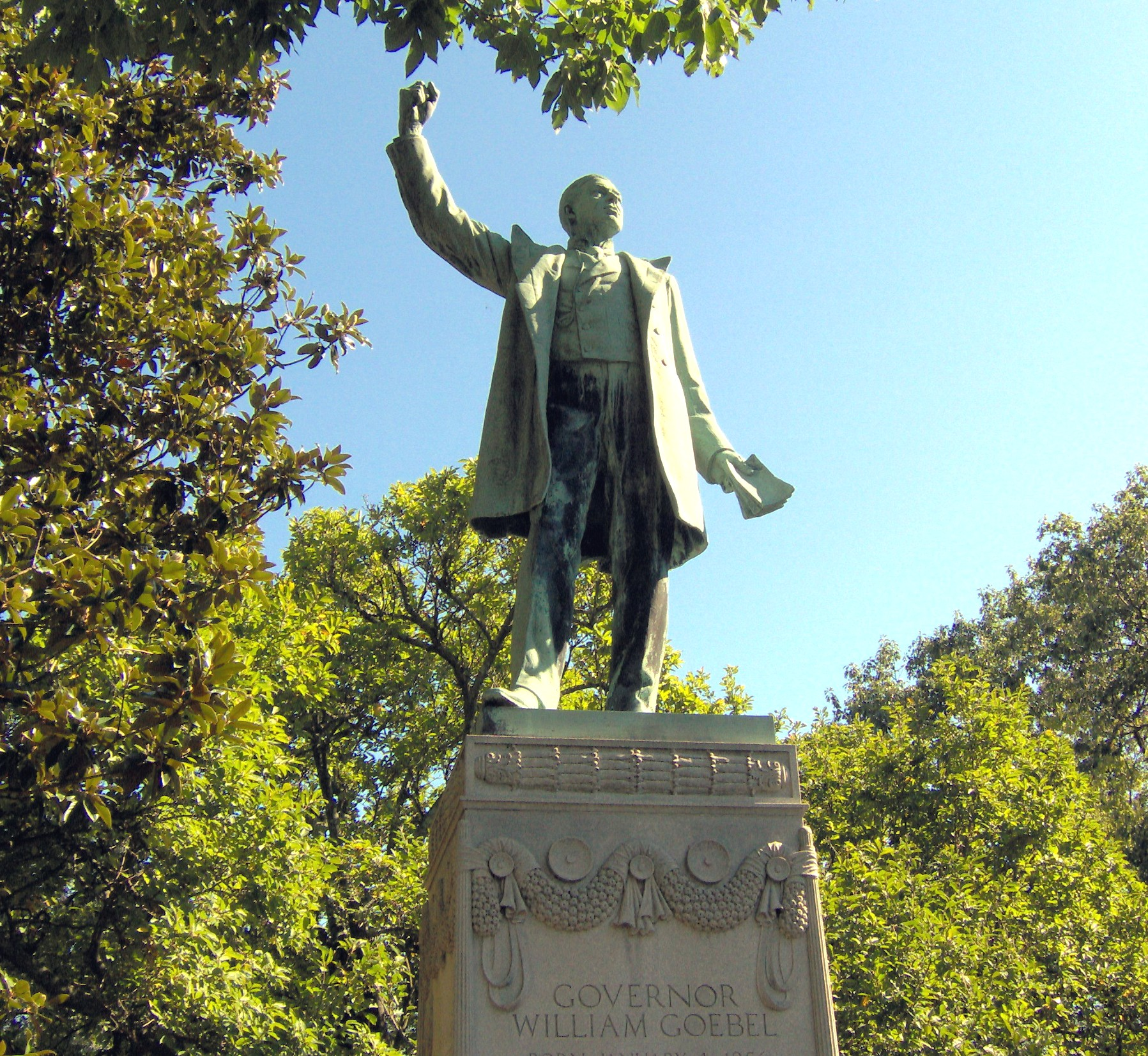
Grabmal von William Goebel auf dem Friedhof von Frankfort

Trotz seiner umstrittenen Persönlichkeit wurde Goebel 1899 von der Demokratischen Partei für das Amt des Gouverneurs nominiert. Sein Gegenkandidat war der Republikaner William Taylor. Dieser gewann die Wahlen sehr knapp mit 48,1 % der Stimmen gegen Goebel, der es auf 47,5 % gebracht hatte. Der Vorsprung Taylors betrug weniger als 2400 Stimmen. Aufgrund des knappen Ergebnisses und einiger Ungereimtheiten wurde die Wahl von Goebel und den Demokraten angefochten. Diese warfen Taylor Wahlbetrug vor. Ungeachtet dessen wurde Taylor am 12. Dezember 1899 in sein Amt eingeführt. Inzwischen gab es offene und unverhohlene Morddrohungen gegen Goebel, falls er mit der Wahlanfechtung Erfolg haben sollte. Obwohl er unter Polizeischutz stand, wurde er am 30. Januar 1900 von einem Heckenschützen beim Betreten des Parlaments angeschossen. Am selben Tag wurde seiner Wahlanfechtung stattgegeben und er war somit neuer Gouverneur von Kentucky. Am 3. Februar erlag Goebel allerdings seinen Verletzungen. Er war damit der bisher einzige Gouverneur von Kentucky, der im Amt ermordet wurde.
Ex-Gouverneur Taylor wurde sofort mit dem Mordanschlag in Verbindung gebracht. Er floh nach Indiana, um einer gerichtlichen Untersuchung in Kentucky aus dem Wege zu gehen. Inzwischen wurden in Kentucky einige Tatbeteiligte verhaftet. Zwei wurden wegen Mordes verurteilt und fünf weitere wegen Verschwörung. Unter diesen war Caleb Powers, der als Staatssekretär (Secretary of State) von Kentucky unter Taylor amtiert hatte. Der spätere Gouverneur Augustus Willson begnadigte die wegen Verschwörung Verurteilten im Jahr 1908, darunter auch Powers. Auch Taylor wurde von Willson begnadigt, was in diesem Fall bedeutete, dass nicht länger gegen ihn ermittelt wurde. Viele Historiker sind sich darin einig, dass die genauen Hintergründe des Goebel-Attentats nie ganz aufgeklärt werden können.

## Folgen des Attentats
Aufgrund der aufgeladenen Stimmung in Kentucky bestand in den Tagen des Attentats die Gefahr eines Bürgerkriegs. Die Stimmung war schon vor der Wahl durch einen heftigen Wahlkampf auf beiden Seiten aufgeheizt gewesen. Die Wahlanfechtung und die mit ihr verbundenen Morddrohungen verschlimmerten die Lage noch. Das Attentat auf Goebel brachte die Krise auf den Höhepunkt. Glücklicherweise setzte sich dann aber bei beiden verfeindeten Parteien die Vernunft durch. Man einigte sich darauf, dass Goebels Vizegouverneur John Beckham neuer Gouverneur werden sollte. In der Folge ließen die Spannungen dann etwas nach.